# Woiwodschap Groot-Polen
De woiwodschap Groot-Polen (Województwo wielkopolskie [uitspraak: [vɔjɛˈvut͡stfɔ vjɛlkɔˈpɔlskʲɛ], ong. vojevoetstfo viëlkoppolskië]) is een woiwodschap van Polen. Grootste stad van de provincie is Poznań (Posen).

## Geschiedenis
In het verleden omvatte Groot-Polen een veel groter gebied dan de huidige regio met die naam, zie Groot-Polen (historische regio).

## Grootste steden
Steden met meer dan 25.000 inwoners in 2006
1. Poznań – 570.828 (261,85 km²)
2. Kalisz – 108.841 (69,77 km²)
3. Konin – 80.838 (81,68 km²)
4. Piła – 75.144 (102,71 km²)
5. Ostrów Wielkopolski – 72.672 (42,39 km²)
6. Gniezno – 70.145 (40,89 km²)
7. Leszno – 63.970 (31,90 km²)
8. Śrem – 30.283 (12,38 km²)
9. Swarzędz – 29.766 (8,16 km²)
10. Turek – 29.437 (16,16 km²)
11. Krotoszyn – 29.362 (22,55 km²)
12. Września – 28.650 (12,73 km²)
13. Luboń – 26.655 (13,52 km²)
14. Jarocin – 25.856 (14,44 km²)

## Bestuurlijke indeling

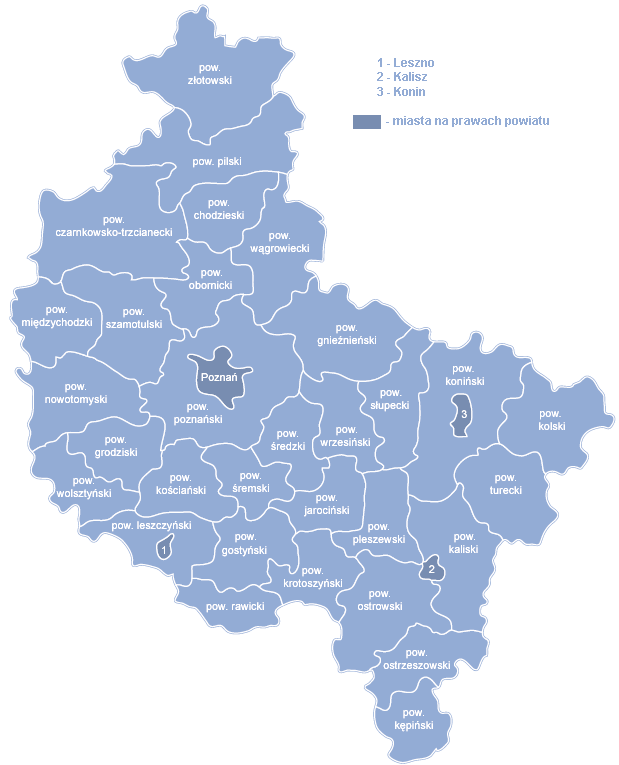
Powiats in Woiwodschap Groot-Polen

### Zelfstandige steden
1. Kalisz
2. Konin
3. Leszno
4. Poznań

### Districten
1. Chodzież
2. Czarnków
3. Gniezno
4. Gostyń
5. Grodzisk
6. Jarocin
7. Kalisz
8. Kępno
9. Koło
10. Konin
11. Kościan
12. Krotoszyn
13. Leszno
14. Miedzychód
15. Nowy Tomysl
16. Oborniki
17. Ostrów
18. Ostrzeszów
19. Pila
20. Pleszew
21. Poznan
22. Rawicz
23. Slupca
24. Szamotuly
25. Sroda
26. Srem
27. Turek
28. Wagrowiec
29. Wolsztyn
30. Wrzesnia
31. Zlotów

## Woiwoden (gouverneurs)
- 1999-2000: Maciej Musiał
- 2000-2001: Stanisław Tamm
- 2001-2005: Andrzej Nowakowski
- 2005-heden: Tadeusz Dziuba

Stadsdistricten:
Kalisz · Konin · Leszno · Poznań

Districten:
Chodzież · Czarnków · Gniezno · Gostyń · Grodzisk Wielkopolski · Jarocin · Kalisz · Kępno · Koło · Konin · Kościan · Krotoszyn · Leszno · Międzychód · Nowy Tomyśl · Oborniki · Ostrów Wielkopolski · Ostrzeszów · Piła · Pleszew · Poznań · Rawicz · Słupca · Środa Wielkopolska · Śrem · Szamotuły · Turek · Wągrowiec · Wolsztyn · Września · Złotów

Grootste steden:
Gniezno · Jarocin · Kalisz · Koło · Konin · Kościan · Krotoszyn · Leszno · Luboń · Ostrów Wielkopolski · Piła · Poznań · Śrem · Swarzędz · Turek · Wągrowiec · Września
Ermland-Mazurië · Groot-Polen· Heilig Kruis · Klein-Polen · Koejavië-Pommeren · Łódź · Lublin · Lubusz · Mazovië · Neder-Silezië · Opole · Podlachië · Pommeren · Silezië · Subkarpaten · West-Pommeren